# KVZ'23
KVZ'23 is een Nederlandse korfbalvereniging gevestigd in Zaandam. De club is ontstaan uit een fusie van de korfbalverenigingen ZKV (Zaanse korfbal vereniging) en ZKC’31 en werd officieel opgericht op 1 juli 2023. De vereniging speelt haar wedstrijden op sportpark Hoornseveld. In het zaalseizoen maken ze gebruik van de sporthallen de Struijck en de Tref.

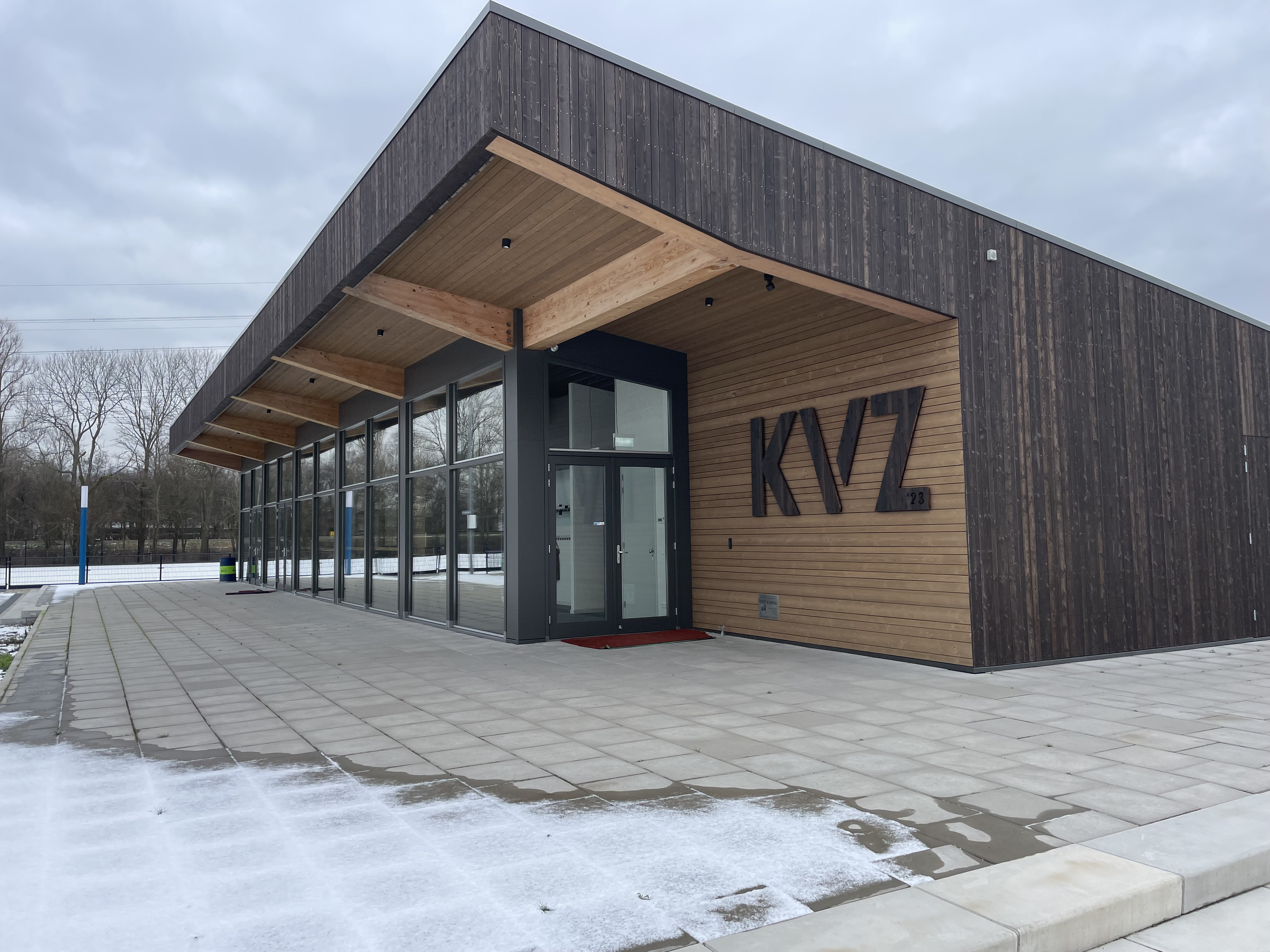
Het clubhuis van KVZ'23

## Geschiedenis
De oorsprong van KVZ'23 gaat terug tot 1957, toen ZKV en ZKC' 31besloten om gezamenlijk gebruik te maken van hetzelfde buitenveld. Na enkele jaren ging ZKC zijn eigen weg en verwierf ZKV in 1974 zijn eerste eigen clubgebouw op een nieuw sportpark. Eind maart 2023 zijn de nieuwe kunstgrasvelden en het nieuwe KVZ 23 clubhuis afgeleverd op Sportpark Hoornseveld.

### ZKV
Op 10 november 1918 werd de Zaandamse Korfbal Vereniging (ZKV) opgericht, waarmee het de eerste korfbalclub in Zaandam was. Gedurende vele jaren fungeerden de Zaandammers als belangrijke leveranciers voor zowel bonds- als commissiebesturen, wat getuigt van hun actieve betrokkenheid in de korfbalwereld. De oorspronkelijke speellocaties bevonden zich op verschillende plaatsen, zoals het Blauwe Zand ten westen van de Hoornselijn en later op 'het prutje' bij het Grote Glop. Na vijf jaar verhuisde de club naar een terrein in het Westzijderveld en vestigde zich uiteindelijk in 1957 op het sportcomplex Oostzijderveld, waar de Ekster diende als thuishonk.
In 1974 verplaatsten de thuiswedstrijden van ZKV naar de gravelvelden van het gemeentelijk sportpark Hoornseveld. Deze historische reis door diverse speellocaties weerspiegelt niet alleen de groei en ontwikkeling van de club, maar ook de toewijding van haar leden aan de korfbalsport in Zaandam.

### ZKC'31
De Zaandamse Korfbal Club, opgericht in 1931, heeft een rijke geschiedenis die zich kenmerkt door haar centrale ligging in Zaandam en haar positie als een middelgrote korfbalvereniging. Wat ZKC '31 onderscheidt was niet alleen haar sportieve activiteiten maar ook haar christelijke identiteit. Als christelijke vereniging vinden er geen wedstrijden plaats op zondag, maar het warme welkom strekt zich uit tot leden van alle achtergronden. De bereikbaarheid per fiets droeg erg bij aan de toegankelijkheid en veiligheid van de club, die een belangrijk middelpunt vormde voor de lokale gemeenschap.

## Organisatie
Het bestuur van KVZ'23 leidt en vertegenwoordigt de vereniging. Het bestuur wordt gekozen door de algemene ledenvergadering en bestaat uit de voorzitter, secretaris en penningmeester. Op dit moment zijn de voorzitters Tristan Draaisma en Lex Kaper. De bestuursleden hebben specifieke bevoegdheden, zoals vastgelegd in de statuten. De algemene ledenvergadering, die minimaal eenmaal per jaar wordt gehouden, speelt een cruciale rol in het democratische proces van de vereniging.

## De fusie
De fusie werd tot stand gebracht na uitgebreide gesprekken en stemrondes bij beide verenigingen, waarbij de leden unaniem instemden met het besluit om samen verder te gaan als één vereniging. In totaal hadden 350 leden gestemd. De fusie tussen ZKV en ZKC'31 heeft de mogelijkheid geboden om gezamenlijk als nieuwe club verder te gaan, wat heeft geleid tot een uitgebreid onderzoek naar de invulling van deze fusie, met de leden als voornaamste aandachtspunt. Het doel van het onderzoek was om te bepalen hoe de fusie het beste kon worden geïmplementeerd om een toegevoegde waarde te bieden aan de nieuwe vereniging. Uit onderzoek bleek dat de leden erg ontevreden waren over de Struijck omdat dit een veelal verouderde hal is met een houten vloer verder kwam er uit dat de  leden erg open staan voor een fusie voor de toekomst van de nieuwe club.

## Sportieve Prestaties
KVZ'23 neemt deel aan de Koninklijke Nederlandse Korfbalverbond (KNKV) competitie. Het eerste team speelt op het niveau van de 1ste klasse binnen en Hoofdklasse buiten en het tweede team is actief in de Reserve Hoofdklasse binnen en Reserve Ereklasse buiten.

## Teams 2023-2024
Gedurende seizoen 2023-2024 komt KVZ'23 met de volgende teams uit in verschillende competities van de korfbalbond KNKV.
| Leeftijdscategorie | Teams                                              |
| ------------------ | -------------------------------------------------- |
| Senioren           | 1e, 2e, 3e, 4e, 5e, 6e, 7e, 8e, 9e                 |
| Junioren           | A1, A2                                             |
| Aspiranten         | B1, B2                                             |
| Pupillen           | C1, C2, D1, D2, D3, D4, E1, E2, E3, E4, E5, F1, F2 |
| Overig             | Kangoeroes                                         |

## Schoolkorfbal
Voor de fusie werd elk jaar door beide clubs schoolkorfbal georganiseerd. Op het clubterrein van KVZ'23 vond in 2023 het grootste schoolkorfbaltoernooi ter wereld plaats, waar maar liefst 200 teams van 18 Zaanse scholen streden voor een plek in de finale. Ondanks dat korfbal niet bekend staat als een keiharde sport, werd er fanatiek gespeeld. Op vier avonden kwamen tweeduizend enthousiaste kinderen samen op het veld, met veel aanmoediging langs de lijn.